# Sigilliidae
Sigilliidae is een familie van kreeftachtigen uit de klasse van de Ostracoda (mosselkreeftjes).

## Geslachten
- Kasella Tabuki & Hanai, 2003
- Sigillium Kuznetsova, 1960 †